# Etan Patz
Etan Kilil Patz (9 de outubro de 1972 - 25 de maio de 1979) foi um menino que desapareceu em Nova Iorque no dia 25 de maio de 1979 enquanto se dirigia para a escola. Ele foi legalmente declarado morto em 2001 e tinha tinha apenas 6 anos de idade quando desapareceu. Seu corpo nunca foi encontrado.
Em 2017, 38 anos após o crime, Pedro Hernandez foi condenado pela morte de Etan. Ele cumpre uma pena de 25 anos de prisão.
O caso foi um dos mais famosos do tipo nos EUA e um dos que mais repercutiu na mídia internacional. O desaparecimento de Etan chocou o mundo todo e mudou a forma como as autoridades lidam com o desaparecimento de crianças, principalmente nos EUA, tanto que sua foto apareceu em caixas de leite durante algum tempo, na esperança de que alguém o reconhecesse - prática que se tornou comum após o caso. "O caso deixou a polícia perplexa, Manhattan em choque e os Estados Unidos em alerta", escreveu a revista Exame em fevereiro de 2017.

## Desaparecimento
Na manhã de sexta-feira de 25 de maio de 1979, Etan saiu de casa para pegar o ônibus escolar, sendo a primeira vez que o fez desacompanhado. No entanto, ele nunca chegou até a parada de ônibus. Sua mãe, ao perceber que ele não retornou da escola, ligou para a polícia.
Mesmo após uma uma longa busca envolvendo cerca de 100 policiais e vários cães farejadores, ele não foi encontrado.
A sua família, que morava no SoHo, em Manhattan, não mudou de endereço até 2019, na esperança de que um dia Etan voltasse ou que alguém viesse dar notícias sobre a criança.

## Suspeitos
José Antonio Ramos foi o principal suspeito do crime até 2012. Ele era namorado da babá de Etan e supostamente o teria molestado sexualmente. Ramos foi condenado a 20 anos de prisão por ter molestado outras crianças, mas nunca se conseguiu provar que ele era culpado do desaparecimento de Etan Patz. Ele foi libertado da prisão em 7 de novembro de 2012.
Apenas no início de 2012 é que o caso voltou a ser investigado, após o surgimento de uma nova pista em Nova Iorque. Nesta ocasião, a polícia chegou a quebrar o piso de concreto de um porão próximo ao ponto de ônibus para onde Etan se dirigia na manhã em que desapareceu, sem no entanto encontrar indícios ou o corpo.
Devido a repercussão do caso na imprensa, o Departamento de Crianças Desaparecidas da Polícia de Nova Iorque acabou recebendo um telefonema que levou a Pedro Hernandez, que acabou confessando o crime.
Segundo o chefe da polícia de Nova Iorque, Raymond W. Kelly, o telefonema foi feito por um parente de Hernandez, que contou tê-lo ouvido dizer que havia matado um garoto em Manhattan.
No entanto, uma das dificuldades do caso foi provar que as declarações de Hernandez eram verdadeiras."O fato de Hernandez ter contado isso aos outros no passado e os detalhes da sua confissão tornam suas declarações plausíveis", disse Kelly a jornalistas em 2012.

## A reabertura do caso e a prisão de Hernandez
Após a reabertura do caso, trinta e três anos depois do crime, em maio de 2012, Pedro Hernandez, morador do bairro de Maple Shade, em Nova Jersey, confessou ter matado Etan. Ele contou aos policiais, depois de preso, que tinha atraído a criança ao oferecer-lhe um refrigerante. Depois, teria estrangulado Etan no porão do bar onde trabalhava e que ficava perto do ponto do ônibus escolar, colocado o corpo numa bolsa e a abandonado em um beco cheio de lixo.

### Julgamento e pena
Foi apenas no dia 14 de Fevereiro de 2017, depois de deliberar durante nove dias e após a anulação de um primeiro julgamento, que um júri considerou Hernandez culpado do sequestro e assassinato do menino. "É uma história que inspira cautela, um marco, uma perda da inocência. É Etan que vai simbolizar para sempre a perda desta inocência", disse Joan Illuzzi, a promotora adjunta de Manhattan após a condenação do suspeito.
Hernandez foi sentenciado a um mínimo de 25 anos de prisão.
Após a sentença, segundo a revista Exame, o pai de Etan teria dito: "A família Patz esperou por muito tempo, mas finalmente temos justiça em alguma medida”.

## Consequências e repercussão
- Por ser um crime que chocou boa parte do mundo, o caso Etan Patz fez com que a polícia e o FBI criassem planos de buscas especiais para crianças desaparecidas nos Estados Unidos.
- O pai do menino, Stanley Patz, se tornou ativista de causas ligadas à proteção de crianças desaparecidas nos EUA.
- Em 1993, a banda norte-americana Soul Asylum se inspirou no desaparecimento de Etan para produzir o videoclipe de "Runaway Train", que levou para a televisão imagens e fotos de inúmeras crianças e adolescentes desaparecidos.
- O caso foi apresentado no Jornal Nacional do dia 24 de maio de 2012.

## Dia Nacional Das Crianças Desaparecidas
Em homenagem a Etan, o dia 25 de maio foi declarado como o Dia Nacional Das Crianças Desaparecidas (National Missing Children's Day) pelo presidente americano Ronald Reagan em 1983.

## Atualizações
Em setembro de 2019, a imprensa noticiou que os pais de Etan, Julie e Stanley Patz, estavam deixando Nova Iorque para morar no Havaí. Nesta época, 40 anos haviam passado desde a morte do menino e dois desde a condenação de Hernandez. "Agora a família tem uma chance de deixar os fantasmas do passado para trás" (original, em inglês: Now the family has a chance to leave behind the ghosts of their past.), escreveu o NY Post.
O caso continua sendo notícia não só nos EUA, mas também em outros países. A francesa Paris Match escreveu uma matéria sobre o caso ainda em setembro de 2019, com o título "40 anos após a morte do pequeno Etan Patz, seu pais tentam virar a página" (original, em francês: 40 ans après la mort du petit Etan Patz, ses parents tentent de tourner la page).